# Syndarnas hus
Syndarnas hus (med originaltiteln Harlots) är en brittisk-amerikansk dramaserie i 24 avsnitt uppdelad på tre säsonger. Serien är skapad av Alison Newman och Moira Buffini.

## Handling
I 1760-talets London har kvinnor i princip två möjligheter att skaffa sig en försörjning – de kan antingen gifta sig till den eller att sörja för den själva genom prostitution. Serien kretsar kring två av kvinnorna – Margaret Wells, spelad av Samantha Morton, och Lydia Quigley, spelad av Lesley Manville. Wells och Quigley driver varsin bordell i London.
När Wells bestämt sig för att flytta sin bordell närmare Quigleys, som ligger i Londons finare kvarter och därmed har ett rikare klientel, uppstår en rivalitet mellan dem. Quigley skyr inga medel för att sätta stop för Wells planer. Samtidigt har Wells inte heller särskilt många skrupler sedan hon auktionerat ut sina döttrars oskuld till högstbjudande.

## Om serien
Serien är skapad av Alison Newman och Moira Buffini, och är inspirerad av boken The Covent Garden Ladies (2005) av den brittiska historikern Hallie Rubenhold. Den består av tre säsonger med vardera åtta avsnitt. Serien är regisserad av Coky Giedroyc (6 avsnitt), Jill Robertson (4 avsnitt), China Moo-Young (3 avsnitt), och Philippa Langdale (3 avsnitt), Robin Sheppard (3 avsnitt), Chloe Thomas (3 avsnitt), samt Debs Paterson (3 avsnitt). Serien är inspelad i Chiswick, London, och Kings Langley, Hertfordshire.
| Säsong   | Avsnitt | Säsongspremiär | Säsongsavslutning |
| -------- | ------- | -------------- | ----------------- |
| Säsong 1 | 8       | 29 mars 2017   | 15 maj 2017       |
| Säsong 2 | 8       | 11 juli 2018   | 22 augusti 2018   |
| Säsong 3 | 8       | 10 juli 2019   | 28 augusti 2019   |

Syndarnas hus visades på SVT Play sommaren 2021.

## Rollista (i urval)[5]
- Samantha Morton – Margaret Wells
- Lesley Manville – Lydia Quigley
- Jessica Brown Findlay – Charlotte Wells
- Eloise Smyth – Lucy Wells
- Liv Tyler – Lady Isabella Fitzwilliam (säsong 2–3)
- Dorothy Atkinson – Florence Scanwell
- Pippa Bennett-Warner – Harriet Lennox
- Kate Fleetwood – Nancy Birch
- Danny Sapani – William North
- Hugh Skinner – Sir George Howard
- Daisy Head – Kate Bottomley (säsong 3)
- Tim McInnerny – Lord Repton (säsong 1)
- Fenella Woolgar – Lady Repton (säsong 1)
- Alfie Allen – Isaac Pincher (säsong 3)